# The White Storm
The White Storm (Sou uk), è un film del 2013 diretto da Benny Chan.

## Trama
Tim, Wai e Chao sono rispettivamente ispettore capo, suo sottoposto e poliziotto infiltrato nel cartello della droga, oltre ad essere amici da sempre e ad avere un obbiettivo comune: mettere le mani su uno dei narcotrafficanti più importanti della Cina. L'operazione, però, va per le lunghe; Chao non ne può più di fare l'infiltrato, ma Tim vuole andare ancora più avanti, e catturare un pesce grosso spostandosi addirittura in Thailandia.

## Distribuzione
Il film è stato presentato in prima mondiale il 25 ottobre 2013 all'Hong Kong Asian Film Festival e in prima europea al Festival internazionale del film di Roma 2013.
È stato distribuito in Italia a partire dal 7 giugno 2016, senza passare per le sale cinematografiche, direttamente in home video per conto della CG Entertainment, in collaborazione con la Tucker Film e il Far East Film Festival.

## Riconoscimenti
- 2014 - Hong Kong Film Awards
  - Miglior colonna sonora a Nicolas Errèra
  - Candidatura Miglior attore a Sean Lau e Louis Koo
  - Candidatura Miglior montaggio a Yau Chi-wai
  - Candidatura Miglior regia a Benny Chan
  - Candidatura Miglior fotografia a Anthony Pun
- 2014 - Golden Horse Film Festival
  - Candidatura Miglior attore a Sean Lau
  - Candidatura Miglior coreografie action a Li Chung-chi
  - Candidatura Migliori effetti visivi/speciali a Ng Yuen-fai, Tam Kai-kwan e Chau Chi-shing
  - Candidatura Miglior montaggio a Yau Chi-wai
  - Candidatura Miglior Sound Designer a Kinson Tsang, Yiu Chun-hin e Chow Yuk-Lun
- 2014 - Hong Kong Film Critics Society Awards
  - Candidatura Miglior attore a Nick Cheung
- 2014 - Huading Film Awards
  - Candidatura Miglior attore a Sean Lau
  - Candidatura Miglior film a Benny Chan
- 2014 - Hundred Flowers Awards
  - Miglior attore a Marc Ma
  - Candidatura Miglior attore a Nick Cheung
  - Candidatura Miglior attrice non protagonista a Quan Yuan
- 2014 - New York Asian Film Festival
  - Miglior regia a Benny Chan